# Léonie Kastner-Boursault
Léonie Amable Alberte Kastner-Boursault (* 8. Juli 1820 in Paris; † 17. Januar 1888 in Kehl) war die jüngste Tochter des französischen Schauspielers und Theaterdirektors Jean-François Boursault und dessen zweiter Ehefrau Rose Alberte Bocquillon, sowie Schülerin des französischen Komponisten Jean-Georges Kastner und ab 1837 dessen Ehefrau. Sie hatte mit ihrem Mann, der 1867 starb, zwei Söhne, darunter den Physiker Frédéric Kastner, der mit dem Pyrophon ein orgelartiges Musikinstrument erfand.
Darüber hinaus war sie eine enge Freundin Henry Dunants, des Begründers der Rotkreuz-Bewegung und späteren Trägers des Friedensnobelpreises, den sie 1872 kennengelernt hatte. Sie betraute Dunant unter anderem mit der Vermarktung des Pyrophons, verbrachte mit ihm eine längere Reise durch Italien und bewahrte ihn durch ihre finanzielle Unterstützung vor einem Leben in Armut.
Ihr Grab befindet sich auf dem Cimetière Saint-Gall in Straßburg-Koenigshoffen.